# Marcel Veilleux
Marcel Veilleux (24 août 1921 - 27 septembre 2004)  fut, pendant la Seconde Guerre mondiale, un agent canadien du Special Operations Executive.

## Identités
- État civil : Marcel Veilleux
- Comme agent du SOE :
  - Nom de guerre (field name) : « Yvello »
  - Nom de code opérationnel : VAGABOND (en français idem)
  - Nom de code du Plan, pour la centrale radio : WITTY

Parcours militaire :
- Armée canadienne : Signal Corps (Transmissions) ; grade : sergeant.
- SOE, section F ; grade : lieutenant

Pour accéder à une photographie de Marcel Veilleux, se reporter à la section Sources et liens externes en fin d'article.

## Famille
- Sa femme : Thérèse Veilleux (née Turbide).
- Ses enfants (6) : Danielle, Marie-Claude, Hélène, Pierre-Marcel, Louis, Luc.

## Éléments biographiques
Il naît au Québec le 24 août 1921. Il s’engage dans l’armée canadienne en décembre 1942. Il arrive en Angleterre fin 1943. Il est alors sergent dans les Transmissions (Signal Corps). Recruté par le Special Operations Executive, sept mois plus tard, il atterrit à Izernore (Ain) dans le premier avion américain atterrissant en territoire occupé (un C 47 Dakota), dans la nuit du 6 au 7 juillet 1944. Il est ainsi le dernier Canadien envoyé en France, de Londres, par le SOE. Il est alors, sous le nom de guerre « Yvello », le second radio du réseau MARKSMAN dirigé par Richard Heslop « Xavier », et il opère dans le sud de l’Ain.
Après la guerre, il fait carrière dans les services techniques de Radio-Canada.
Il meurt le 27 septembre 2004.

## Reconnaissance

### Distinction
- Grande-Bretagne : membre de l'Ordre de l'Empire britannique (MBE)

### Monuments
- Le 3 juillet 2005, conformément à son souhait, ses cendres rejoignent celles de Richard Heslop « Xavier », de Raymond Aubin « Alfred » et de Denis Owen Johnson « Gaël », sous la stèle élevée sur la prairie d’Échallon (Ain), là où, le 1er août 1944, 36 forteresses volantes ont largué, de jour, une impressionnante quantité de matériel, d’armes et de ravitaillement.

## Sources et liens externes
- Fiche Marcel Veilleux, avec photographie sur le site Special Forces Roll of Honour.
- Libre Résistance, bulletin d’information et de liaison, anciens des Réseaux de la Section F du S.O.E. (Special Operations Executive), Amicale BUCK, numéro 14 (2e trimestre 2005) et numéro 16 (1er trimestre 2006).
- Hugh Verity, Nous atterrissions de nuit..., préface de Jacques Mallet, 5e édition française, Éditions Vario, 2004.